# Валпараисо
Валпараисо (на испански: Valparaíso, изговаря се Балпараѝсо; производно от испански: Valle Paraíso – Райска долина) е град в Чили (на 2-ро място по население), с пристанище измежду най-важните на Тихия океан в страната.
Играе важна геополитическа роля през втората половина на XIX век, когато корабите остават на престой в града по време на трансокеанските плавания между Атлантическия и Тихия океан през Магелановия проток.

## Описание
Градът е разположен в централната част на Чили, на 120 km северозападно от столицата Сантяго. Столица е на провинция Валпараисо. Въпреки че Сантяго е официалната столица на Чили, Националният Конгрес заседава тук. Построен на десетки стръмни хълмове с изглед към Тихия океан Валпараисо се слави с лабиринта си от улички и павирани алеи, изобразяващи богатото архитектурно и културно наследство на града. Валпараисо е защитен като едно от местата от световното културно наследство на ЮНЕСКО и често е считан за един от най-интригуващите градски зони на Латинска Америка. Валпараисо, както по-голямата част от Чили, е силно земетръсна зона. Последното голямо земетресение датира от 1906 г., убивайки около 3000 души.
През 2003 г. чилийският Конгрес обявява Валпараисо за „Културна столица на Чили“ и седалище на новото Министерство на културата. Въпреки че технически Валпараисо е едва 6-ият по големина град в Чили, с население около 263 499 души, Големият Валпараисийски метрополитен, включващ съседния курорт Виня дел Мар, е вторият по големина в страната (892 143 жители).
Валпараисо играе важна геополитическа роля през втората половина на 19 век, когато градът е важна спирка за корабите, пътуващи между Атлантическия и Тихия океан, преминаващи Магелановия проток. Валпараисо винаги е бил магнит за европейски имигранти и бързо се разраства по време на златната си ера, когато градът е бил известен като „Малкият Сан Франсиско“ или „Бижуто на Пасифика“.
Примери за бившата слава на Валпараисо са най-старата стокова борса в Латинска Америка, първата в страната доброволна пожарна бригада, първата чилийска обществена библиотека и най-старият испаноезичен вестник с постоянен тираж по целия свят. Отварянето на Панамския канал и спада в броя на преминаващите кораби нанася сериозен удар на града, въпреки че през последните години се забелязва значителен ренесанс.
Градът е важен образователен център с девет университета. Главните отрасли са туризъм, образование и транспорт.
Чилийският Конгрес заседава в модерна сграда и частта от града, известна като Алмендрал, след преместването му от Сантяго през последните години от военното управление на генерал Аугусто Пиночет. Въпреки че дейността на Конгреса е официално преместена със закон още през 1987 г., новата институция започва да функционира като седалище на Конгреса при управлението на демократично избраният Патрисио Айлуин, наследил Пиночет, през 1990 г.

## Транспорт
Пристанището на Валпараисо е важен център за контейнеровози, изнасящи вино, мед и пресни плодове. Пътуването между Валпараисо и Сантяго отнема около 80 минути по магистрала с пътна такса.

## Култура
Валпараисо е сцена на голям фестивал, посещаван от стотици хиляди участници в последните три дни на годината. Връхна точка на фестивала е шоуто от фойерверки „Нова Година на морето“, най-голямото в цяла Латинска Америка, посещавано от милиони туристи, които изпълват крайбрежната ивица и хълмовете с изглед към залива.

### Кино
През 1971 г. френският кинорежисьор Паскал Обие създава филма „Валпараисо, Валпараисо“, посветен на града.

## Спортни събития, свързани с България
На 13 февруари 2000 г. във Валпараисо се провежда приятелската футболна среща Чили-България (3 : 2). В тази среща първия си гол за националния отбор отбелязва Димитър Бербатов.

## Личности
Родени
- Салвадор Алиенде (1908 – 1973), политик
- Аугусто Пиночет (1915 – 2006), политик

## Побратимени градове
- Бадалона, Испания
- Базел, Швейцария
- Барселона, Испания от 2001 г.
- Бат Ям, Израел
- Веракрус, Мексико
- Гуанахуато, Мексико
- Гуанджоу, Китай
- Кали, Колумбия
- Каляо, Перу
- Кордоба, Аржентина
- Лонг Бийч, САЩ
- Малака (град), Малайзия
- Мансанильо, Мексико
- Меделин, Колумбия
- Новоросийск, Русия от 1968 г.
- Овиедо, Испания от 1973 г.
- Одеса, Украйна
- Пусан, Република Корея от 1999 г.
- Росарио, Аржентина
- Салвадор, Бразилия
- Санта Фе, Испания
- Сосалито, САЩ
- Хавана, Куба
- Шанхай, Китай